# Corinna Fricke
Corinna Fricke (* 1962) ist eine deutsche Diplomatin. Sie war von 2020 bis 2025 deutsche Botschafterin in Kamerun.

## Leben
Fricke ist promovierte Germanistin und Sprachwissenschaftlerin. Ihre Dissertation, die sie 1988 der Friedrich-Schiller-Universität Jena vorlegte, lautete  Karl Philipp Moritz als durchschnittlicher Sprachwissenschaftler zwischen Leibniz und Humboldt: zur Stellung seines linguistischen Werkes im geistigen Leben des ausgehenden 18. Jahrhunderts.
1992 trat sie in den Auswärtigen Dienst ein und absolvierte die Attachéausbildung für den höheren Dienst. Ihre Erstverwendung im Auswärtigen Amt in Bonn war in der Europaabteilung als Referentin für Gemeinsame Außen- und Sicherheitspolitik. 1997 trat Fricke ihre erste Auslandsverwendung als politische Referentin an der Deutschen Botschaft Abidjan an. 2000 kehrte sie ins Auswärtige Amt nach Berlin zurück, wo sie in der Wirtschaftsabteilung Referentin für Grundsatzfragen der Entwicklungspolitik wurde. 2002 schloss sich eine erneute Auslandsverwendung bei der Ständigen Vertretung der Bundesrepublik Deutschland bei der EU als stellvertretende Pressesprecherin an.
2005 wechselte Fricke an die Deutsche Botschaft Colombo als Leiterin des Partnerschaftsbüros Tsunami-Wiederaufbau. 2006 wurde sie erneut in der Europaabteilung des Auswärtigen Amtes, diesmal als stellvertretende Referatsleiterin für Wirtschaftspolitik der Europäischen Union, verwendet. Nach fünf Jahren Dienst in Deutschland wurde Fricke 2011 Ständige Vertreterin an der Deutschen Botschaft Dakar und 2014 Leiterin Wirtschaft an der Deutschen Botschaft Neu Delhi, wo sie ab Oktober 2016 interimsmäßig auch stellvertretende Leiterin war. 2017 folgte die vierte Verwendung im Auswärtigen Amt als Referatsleiterin West- und Zentralafrika, bevor sie 2020 in ihrer dritten Afrika-Verwendung Botschafterin an der Deutschen Botschaft Jaunde in Kamerun wurde. Sie war zudem für die Zentralafrikanische Republik und Äquatorialguinea nebenakkreditiert. 2025 wurde sie in diesem Amt von Christian Sedat abgelöst.

## Schriften
- Karl Philipp Moritz als durchschnittlicher Sprachwissenschaftler zwischen Leibniz und Humboldt: zur Stellung seines linguistischen Werkes im geistigen Leben des ausgehenden 18. Jahrhunderts. Jena 1988, S. 168 Blatt (Dissertation).
- Zur Dialektik der Determinanten in der Geschichte der Sprachwissenschaft. Teil: 4., Zwischen Leibniz und Humboldt: zur Stellung des sprachwissenschaftlichen Werkes von Karl Philipp Moritz im geistigen Leben des ausgehenden 18. Jahrhunderts. 1. Auflage. Zentralinstitut für Sprachwissenschaft, Berlin 1990, S. 140.